# Randabygds kyrka
Randabygds kyrka (norska: Randabygd kirke) är en träkyrka som ligger i byn Randabygda i Stryns kommun i Vestland fylke i västra Norge. Kyrkan står på en avsats med en backe ned mot Randabygda och Nordfjord i söder.

## Kyrkobyggnaden
Kyrkan uppfördes 1916 efter ritningar av arkitekt Jens Sølvberg. 29 augusti 1916 invigdes den nya kyrkan av biskop Peter Hognestad.
Kyrkan har en stomme av trä och består av långhus med ett smalare femsidigt kor i öster och torn med ingång väster. I kyrkorummet finns cirka 240 sittplatser.

## Inventarier
- Predikstolen och dopfunten är samtida med kyrkan. Detsamma gäller dopfatet av mässing och en dopkanna av silver.
- Altartavlan är målad 1916 av Ferdinand Kiærulf Tranaas.
- En relief i trä som föreställer "Jesus i Getsemane" är skulpterad 1977 av Rolf Taraldset.
- Orgeln med nio stämmor är från 1927.
- Av kyrkans två klockor är den större från 1970 och den mindre från 1978.